# Ivrea
Ivrea (phát âm tiếng Ý: [iˈvrɛːa]; tiếng Pháp: Ivrée, tiếng Latinh: Eporedia) là một thị trấn và vùng đô thị của Turino, Piedmont, Tây Bắc Ý. Thị trấn này nằm trên đường dẫn tới Thung lũng Aosta, một phần của tuyến đường hành hương thời Trung cổ Via Francigena dẫn từ Pháp tới Roma. Thị trấn này nằm trên sông Dora Baltea và được coi là trung tâm của khu vực Canavese. Trong thời tiền sử, khu vực này đã từng là một hồ nước lớn và ngày nay chỉ còn là 5 hồ nước nhỏ hơn nằm xung quanh thị trấn là các hồ Sirio, San Michele, Pistono, Nero và Campagna.

## Lịch sử
Ivrea và khu vực xung quanh nó đã có người ở từ thời đại đồ đá mới. Người Celt được cho là đã định cư và hình thành một ngôi làng ở Ivrea từ thế kỷ 5 TCN. Tuy nhiên, thị trấn đầu tiên chính thức xuất hiện trong lịch sử như một tiền đồn của Đế chế La Mã được thành lập vào năm 100 TCN, có thể là đã được xây dựng để bảo vệ một trong những tuyến đường xâm lược truyền thống vào miền bắc Ý qua dãy Alps. Tên tiếng Latinh của thị trấn này là Eporedia.
Sau sự sụp đổ của Đế quốc Tây La Mã, Ivrea trở thành một hành dinh của một công tước dưới thời Lombards (thế kỷ thứ 6-8). Đến thời Franks vào thế kỷ thứ 9, Ivrea là thủ phủ của quận. Trong năm 1001, sau một thời gian tranh chấp với giám mục Warmund, người cai trị thành phố là Arduin đã chinh phục March, một quận lớn nằm tây bắc của Vương quốc Ý thời Trung Cổ. Sau đó ông trở thành Vua của Ý và bắt đầu một triều đại kéo dài cho đến thế kỷ 11, khi thành phố lại rơi vào chủ quyền của các giám mục.
Vào thế kỷ 12, Ivrea trở thành một đô thị tự do, nhưng đã chịu khuất phục trong những thập niên đầu của nửa sau thế kỷ với sự cai trị của Hoàng đế Frederick II. Sau đó, Ivrea bị tranh chấp giữa các giám mục, hầu tước Monferrato và Nhà Savoy.
Năm 1356, Ivrea đã được mua lại bởi Amadeus VI, Bá tước Savoy. Ngoại trừ cuộc chinh phục Pháp ngắn vào cuối thế kỷ 16, Ivrea vẫn thuộc Hạ viện cho đến năm 1800. Nó thuộc bảo trợ của vua Sardinia, mặc dù đứng đầu vẫn là Hầu tước Ivrea, Benedetto của Savoy (người sau này chiến đấu trong các cuộc chiến tranh Cách mạng Pháp). Ngày 26 tháng 5 năm 1800, Napoléon Bonaparte tiến vào thị trấn cùng với quân đội sau chiến thắng của mình, thiết lập quyền kiểm soát cho đến năm 1814, sau khi ông bị lật đổ.
Trong suốt thế kỷ 20, nơi đây thật sự nổi tiếng khi là trụ sở hoạt động chính của Olivetti, một nhà sản xuất máy đánh chữ, máy tính cơ học và sau đó là máy tính. Công ty Olivetti không còn tồn tại độc lập nữa, dù tên của nó vẫn xuất hiện như một nhãn hiệu đã đăng ký trên các thiết bị văn phòng nhưng do những công ty khác sản xuất. Năm 1970, khoảng 90.000 người bao gồm cả người làm việc từ miền Nam nước Ý đã sống và làm việc tại Ivrea.

## Điểm tham quan chính
- Lâu đài Ivrea (1357) được xây dựng dưới triều đại của Amadeus VI, Bá tước Savoy. Nó là cấu trúc hình tứ giác bằng gạch với bốn tháp tròn ở các góc. Năm 1676, một tòa tháp được sử dụng như một kho đạn dược đã phát nổ sau khi bị sét đánh. Nó không bao giờ được xây dựng lại. Chỉ là một nhà tù, sau đó lâu đài đã trở thành một nhà triển lãm.
- Nhà thờ Ivrea, có nguồn gốc từ một nhà thờ cũ trước đây được xây dựng vào thế kỷ thứ 4. Khoảng năm 1000 sau Công nguyên, nó được xây dựng lại bởi giám mục Warmondus theo phong cách La Mã. Năm 1785, nó được xây dựng lại theo phong cách Baroque. Mặt tiền mang kiến trúc tân cổ điển hiện tại được xây dựng vào thế kỷ 19. Một trong những bức bích họa cổ bên trong nhà thờ là A Miracle of the Blessed Pierre de Luxembourg được vẽ vào nửa sau thế kỷ 15. Nơi để đồ thờ thánh có hai bàn thờ của Defendente Ferrari. Nhà thờ cũng là nơi có mộ của Đức Thánh Cha Thaddeus McCarthy.
- Biblioteca Capitolare là thư viện gần nhà thờ, nơi tập trung các bộ sưu tập quan trọng có từ thế kỷ 7 đến 15.
- Nhà thờ San Bernardino, Ivrea, một nhà thờ Gothic nhỏ được xây dựng bởi những người thiểu số từ năm 1455. Tại đây có chuỗi bức bích họa Life and Passion of Christ (Cuộc đời Chúa Kitô) của họa sĩ Giovanni Martino Spanzotti (1480–1490).
- Bảo tàng Pier Alessandro Garda có một số phát hiện khảo cổ thú vị và một bộ sưu tập các tác phẩm nghệ thuật Nhật Bản. Nó nằm trên quảng trường lớn Piazza Ottinetti.
- Phần còn lại của một Nhà hát La Mã thế kỷ thứ 1, nằm ở phía tây của trung tâm thị trấn. Nó có thể chứa 10.000 khán giả.
- Cây cầu cổ (Ponte Vecchio) có niên đại từ năm 100 sau Công nguyên và dẫn đến Borghetto. Ban đầu, nó được xây dựng bằng gỗ và được xây dựng lại bằng đá vào năm 1716.
- Tòa thị chính được xây dựng vào năm 1758. Nó có một tháp chuông được trang trí hình ảnh cây gai dầu, biểu tượng của Canavese.
- Tháp chuông Thánh Stephen, có niên đại từ thế kỷ 11. Tháp chuông Roman này là phần còn lại của Tu viện Thánh Stephen, được xây dựng vào năm 1041 bởi tu sĩ Biển Đức. Nó nằm giữa Hotel La Serra và Dora Baltea.
- Nhà thờ San Gaudenzio, Ivrea là một nhà thờ Công giáo La Mã mang kiến trúc Baroque. Nhà thờ có bức họa Holy Trinity của Luca Rossetti.
- Cappella dei Tre Re, Ivrea là một nhà thờ Công giáo La Mã được xây dựng vào năm 1220. Nhà thờ hiện nay được xây dựng vào thế kỷ 17

## Quan hệ quốc tế
Ivrea kết nghĩa với các thành phố:
- Rădăuți, Romania
- Monthey, Thụy Sĩ
- Lüneburg, Đức